# Marcel Roy
Marcel Roy (* 21. April 1942 in Québec (Stadt)) ist ein ehemaliger kanadischer Radrennfahrer.

## Sportliche Laufbahn
Roy war Straßenradsportler und Teilnehmer der Olympischen Sommerspiele 1968 in Mexiko-Stadt. Das olympische Straßenrennen beendete er auf dem 36. Platz. Im Mannschaftszeitfahren kam Kanada mit Joe Jones, Jules Béland, Marcel Roy und Yves Landry auf den 25. Rang. Bei den Panamerikanischen Spielen 1967 gewann er das Straßenrennen. Er belegte 1969 den 2. Platz bei der kanadischen Straßenmeisterschaft.